# Liste der Biografien/Malz
Liste der Biografien |
Portal Biografien |
Personensuche
# |
A |
B |
C |
D |
E |
F |
G |
H |
I |
J |
K |
L |
M |
N |
O |
P |
Q |
R |
S |
T |
U |
V |
W |
X |
Y |
Z |
?
 
Ma |
Mb |
Mc |
Md |
Me |
Mf |
Mg |
Mh |
Mi |
Mj |
Mk |
Ml |
Mm |
Mn |
Mo |
Mp |
Mq |
Mr |
Ms |
Mt |
Mu |
Mv |
Mw |
Mx |
My |
Mz
 
Maa |
Mab |
Mac |
Mad |
Mae |
Maf |
Mag |
Mah |
Mai |
Maj |
Mak |
Mal |
Mam |
Man |
Mao |
Map |
Maq |
Mar |
Mas |
Mat |
Mau |
Mav |
Maw |
Max |
May |
Maz
 
Mala |
Malb |
Malc |
Mald |
Male |
Malf |
Malg |
Malh |
Mali |
Malj |
Malk |
Mall |
Malm |
Maln |
Malo |
Malp |
Malq |
Malr |
Mals |
Malt |
Malu |
Malv |
Malw |
Maly |
Malz
Die Liste der Biografien führt alle Personen auf, die in der deutschsprachigen Wikipedia einen Artikel haben. Dieses ist eine Teilliste mit 50 Einträgen von Personen, deren Namen mit den Buchstaben „Malz“ beginnt.

## Malz
- Malz, Eckes (* 1962), deutscher Filmmusik-Komponist, Arrangeur und Pianist
- Malz, Heinrich (1910–1977), deutscher SS-Obersturmbannführer, Leiter des Referates III A 2 des Reichssicherheitshauptamtes
- Malz, Heinz (1931–2011), deutscher Mikropaläontologe
- Malz, Stefan (* 1972), deutscher Fußballspieler

### Malza
- Malzacher, Axel (* 1962), deutscher Schauspieler, Synchronsprecher, Dialogregisseur und Dialogbuchautor
- Malzacher, Florian (* 1970), deutscher Kurator, Autor und Dramaturg
- Malzacher, Gig (1931–1980), deutscher Schauspieler, Synchronsprecher und Fernsehproduzent
- Malzacher, Gunther (1929–1995), deutscher Schauspieler
- Malzacher, Hans (1896–1974), österreichischer Montanist
- Malzacher, Ramona (* 1989), Schweizer Unihockeyspielerin
- Malzacher-Jung, Bertha (1866–1931), deutsche Kunstmalerin
- Malzahn, Claudia (* 1983), deutsche Judoka
- Malzahn, Claus Christian (* 1963), deutscher Journalist
- Malzahn, Heinrich (1884–1957), deutscher Politiker (SPD, USPD, KPD), MdR und Gewerkschafter
- Malzahn, Luise (* 1990), deutsche Judoka
- Malzaire, Gabriel (* 1957), lucianischer Geistlicher, römisch-katholischer Erzbischof von Castries
- Malzat, Johann Michael (1749–1787), österreichischer Komponist der Klassik
- Malzau, Leanid (* 1949), belarussischer Politiker, Verteidigungsminister (seit 2001)

### Malzb
- Malzbender, Ludwig (1900–1966), Dortmunder Oberbürgermeister
- Malzberg, Barry N. (1939–2024), US-amerikanischer Science-Fiction- und Fantasy-Autor sowie Herausgeber

### Malzd
- Malzdorf, Stephan (1948–2023), deutscher Volksmusiker und Radiomoderator

### Malze
- Mälzel, Johann Nepomuk (1772–1838), deutscher Erfinder und Mechaniker
- Mälzel, Leonhard (1783–1855), deutscher Erfinder und Mechaniker
- Mälzer, Gottfried (* 1935), deutscher Kirchenhistoriker und Bibliothekar
- Mälzer, Hermann (1925–2018), deutscher Geodät
- Malzer, Josef (1902–1954), deutscher Politiker (NSDAP), MdR
- Malzer, Karl Heinz (* 1942), deutscher Chorleiter
- Mälzer, Kurt (1894–1952), deutscher Generalleutnant der Luftwaffe
- Mälzer, Nathalie (* 1970), deutsche Literaturwissenschaftlerin und Übersetzerin
- Mälzer, Rudolf (1881–1937), deutscher Volkssänger, Komiker und Damendarsteller
- Mälzer, Tim (* 1971), deutscher (Fernseh-)Koch und Autor von KochbüchernTim Mälzer (* 1971)

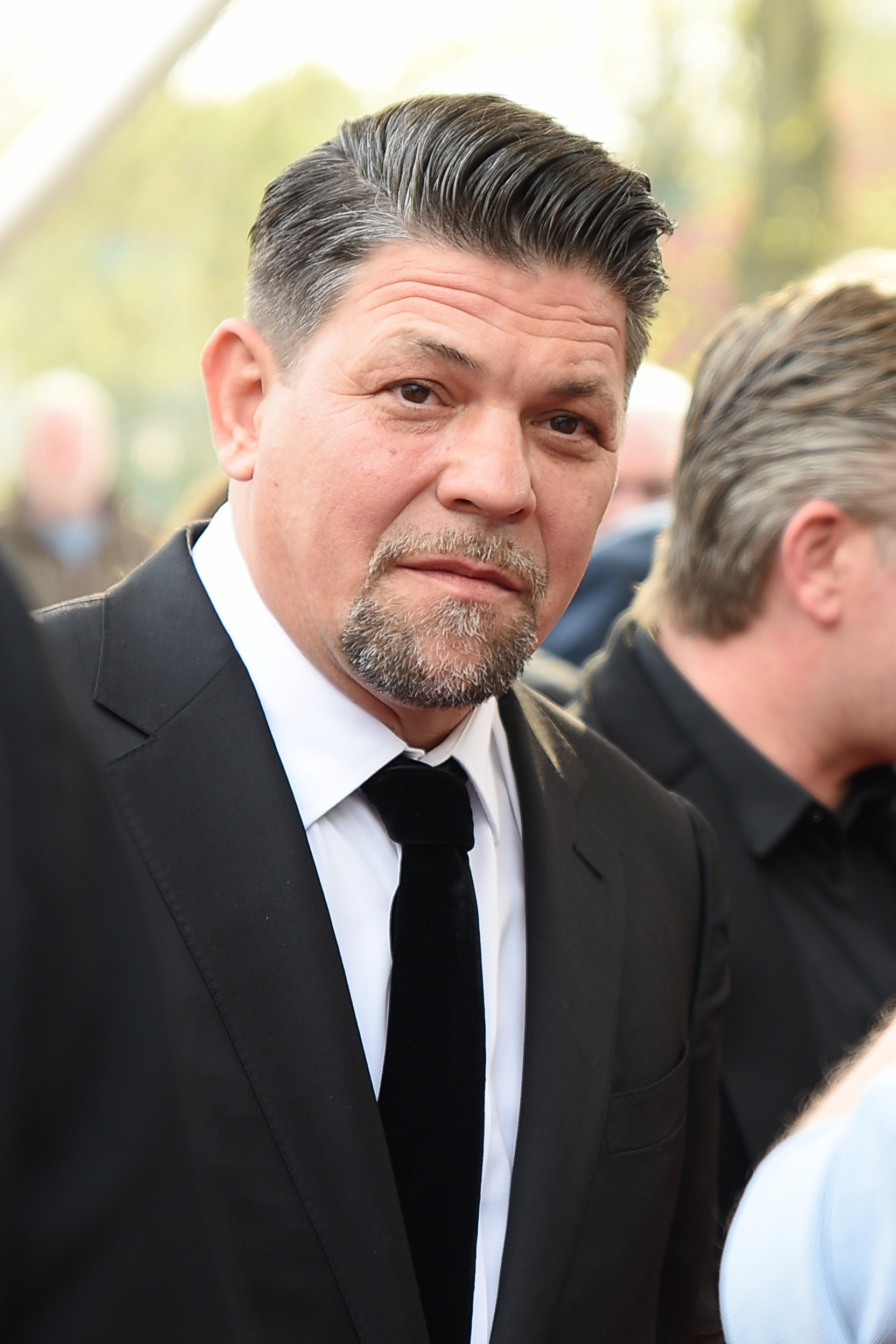
Tim Mälzer (* 1971)

- Malzew, Alexander Nikolajewitsch (* 1949), sowjetischer Eishockeyspieler
- Malzew, Alexei Petrowitsch (1854–1915), russisch-orthodoxer Erzpriester, Theologe, Übersetzer und Gründer der Bruderschaft des heiligen Fürsten Wladimir Bratstwo
- Malzew, Anatoli Iwanowitsch (1909–1967), russischer Mathematiker und Logiker
- Malzew, Artjom Igorewitsch (* 1993), russischer Skilangläufer
- Malzew, Dmitri Olegowitsch (* 1991), russischer Eishockeyspieler
- Malzew, Kirill Leonidowitsch (* 1986), russischer Bogenbiathlet
- Malzew, Michail Mitrofanowitsch (1904–1982), sowjetischer Generalmajor der Roten Armee
- Malzew, Oleg Witaljewitsch (* 1967), russischer Judoka
- Malzew, Oleh (* 1975), ukrainischer Psychologe
- Malzew, Wiktor Fjodorowitsch (1917–2003), sowjetischer Politiker und Diplomat
- Malzew, Wjatscheslaw Wjatscheslawowitsch (* 1964), russischer Politiker
- Malzewa, Xenija Leonidowna (* 1979), russische Bogenbiathletin

### Malzi
- Mälzig, Konrad (1900–1981), deutscher Volkswirt, Unternehmer und Politiker (FDP), MdB

### Malzk
- Malzkorn, Heinrich (1892–1980), deutscher Schriftsteller, Maler und Naturschützer
- Malzkorn, Stefan (* 1963), deutscher Fotograf

### Malzo
- Malzow, Iwan Akimowitsch (1774–1853), russischer Großgrundbesitzer und Unternehmer
- Malzow, Iwan Sergejewitsch (1807–1880), russischer Unternehmer, Literat, Diplomat und Mäzen
- Malzow, Sergei Akimowitsch (1771–1823), russischer Unternehmer
- Malzow, Sergei Iwanowitsch (1810–1894), russischer Großgrundbesitzer und Unternehmer